# Jacaranda simplicifolia
Jacaranda simplicifolia là một loài thực vật có hoa trong họ Chùm ớt. Loài này được K.Schum. ex Bureau & K.Schum. mô tả khoa học đầu tiên năm 1897.